# ユーヴ・リアリー・ゴッタ・ホールド・オン・ミー
「ユーヴ・リアリー・ゴッタ・ホールド・オン・ミー」（You've Really Got a Hold on Me）は、ミラクルズの楽曲である。作詞作曲はスモーキー・ロビンソンが手がけた。1962年にシングル盤『ハッピー・ランディング』のB面曲として発売され、1998年にグラミーの殿堂入りを果たし、「The Rock and Roll Hall of Fame's 500 Songs that Shaped Rock and Roll」の1曲として選出された。1963年にビートルズによってカバーされ、その他にも多数のアーティストによってカバーされている。

## 背景・レコーディング
1962年にモータウンの仕事でニューヨークに滞在していたロビンソンは、ホテルの部屋でサム・クックの「ブリング・イット・オン・ホーム・トゥ・ミー」に影響を受けて「ユーヴ・リアリー・ゴッタ・ホールド・オン・ミー」を書いた。
本作のレコーディングは、1962年10月16日にヒッツヴィルUSAのスタジオAで行なわれ、ロビンソンがリード・ボーカル、ボビー・ロジャースがハーモニー・ボーカルとコ・リード・ボーカルを担当した。ロビンソンが楽曲のプロデュースを手がけ、ギターの演奏はエディ・ウィリスとマーヴ・タープリンが担当した。

## リリース・チャート成績
「ユーヴ・リアリー・ゴッタ・ホールド・オン・ミー」は、1962年11月9日にタムラよりシングル盤『ハッピー・ランディング』のB面曲として発売された。「ハッピー・ランディング」が多数の地域のシングルチャートに入ったが、最終的には本作の方が多くチャートインした。『ビルボード』誌のBillboard Hot 100では最高位8位、同誌のR&B singlesチャートでは第1位を獲得した。
1998年にグラミーの殿堂入りを果たした。また、1961年に発売された「ショップ・アラウンド」に次ぐ2番目に100万枚以上の売上を記録したシングルともなっている。
| チャート (1962年 - 1963年)   | 最高位 |
| ---------------------------- | ------ |
| US Billboard Hot 100         | 8      |
| US Hot R&B Sides (Billboard) | 1      |

## クレジット（ミラクルズ版）
- スモーキー・ロビンソン - リード・ボーカル
- クラウデット・ロジャース・ロビンソン（英語版） - バッキング・ボーカル
- ピート・ムーア（英語版） - バッキング・ボーカル
- ロニー・ホワイト（英語版） - バッキング・ボーカル
- ボビー・ロジャース（英語版） - コ・リード・ボーカル、バッキング・ボーカル
- マーヴ・タープリン（英語版） - ギター
- ファンク・ブラザース（英語版） - その他の演奏

## カバー・バージョン

### ビートルズによるカバー
ビートルズは、1963年7月18日に「ユーヴ・リアリー・ゴッタ・ホールド・オン・ミー」のカバー・バージョンを11テイクで録音した。リード・ボーカルは、ジョン・レノンとジョージ・ハリスンが担当。原曲における冒頭のピアノのリフは、ハリスンが二重で演奏した低音弦とジョージ・マーティンが弾くピアノのパートで表現されている。
ビートルズによるカバー・バージョンは、1963年11月22日に2作目のイギリス盤公式オリジナル・アルバム『ウィズ・ザ・ビートルズ』の収録曲として発売され、アメリカではキャピトル・レコードからアルバム『ザ・ビートルズ・セカンド・アルバム』の収録曲として発売された。なお、ビートルズによるカバー・バージョンは、タイトルが「ユー・リアリー・ゴッタ・ホールド・オン・ミー」（You Really Got a Hold on Me）となっている。
1963年7月30日にBBCラジオの『Saturday Club』用に演奏が録音され、1963年8月24日に放送された。この時の演奏は、1994年に発売された『ザ・ビートルズ・ライヴ!! アット・ザ・BBC』に収録された。1995年に発売された『ザ・ビートルズ・アンソロジー1』には、1963年のストックホルム公演での演奏が収録されている。

#### クレジット（ビートルズ版）
※出典
- ジョン・レノン - リズムギター、リード・ボーカル
- ポール・マッカートニー - ベース、バッキング・ボーカル
- ジョージ・ハリスン - リードギター、リード・ボーカル
- リンゴ・スター - ドラム
- ジョージ・マーティン - ピアノ

### その他のアーティストによるカバー
「ユーヴ・リアリー・ゴッタ・ホールド・オン・ミー」は、多数のアーティストによってカバーされている。中でも、1977年に発売されたエディ・マネーによるカバー・バージョンは、アメリカのBillboard Hot 100で最高位72位、カナダのRPM Top 100 Singlesで最高位68位を記録した。
日本では、キャロルが1975年の解散ライブでカバーしたほか、柳ジョージが1997年にカバーし、アルバム『Lovin' Cup』に収録されている。また、王様が2005年に発売したアルバム『カブトムシ外伝』で独自の日本語詞をつけ、タイトルを「キミに首ったけ」に変更してカバーしている。